# Commission africaine des droits de l’homme et des peuples
Die Commission africaine des droits de l’homme et des peuples (CADHP, dt.: „Afrikanische Kommission für Menschenrechte und für die Völker“, arabisch اللجنة الأفريقية لحقوق الإنسان والشعوب) ist eine Kommission für die Einhaltung der Menschenrechte. Sie wurde am 2. November 1987 in Addis-Abeba, Äthiopien gegründet und verfügt über ein weiteres Sekretariat in Banjul, in Gambia.

## Geschichte
Die Afrikanische Kommission für Menschenrechte und Rechte der Völker ist eine Kommission, die sich für den Schutz der Menschenrechte in Afrika einsetzt. Diese Kommission wurde mit dem Ziel eingesetzt, die Rechte der afrikanischen Bevölkerung zu überwachen. Die Hauptziele der Kommission für Menschenrechte und Rechte der Völker bestehen darin, „den Schutz der Menschenrechte und Rechte der Völker sicherzustellen, die Rechte der Menschen und Völker zu fördern und sicherzustellen, dass die Auslegung der Afrikanischen Charta der Menschenrechte und Rechte der Völker gewahrt bleibt“ (de veiller à la protection des droits de l’homme et des peuples, de promouvoir les droits de l’homme et des peuples et d’assurer que l’interprétation de la Charte Africaine des droits de l’homme et des peuples est maintenue).
Das Hauptmandat der Kommission besteht darin, den Schutz der Menschen- und Völkerrechte auf dem gesamten afrikanischen Kontinent sicherzustellen. Die Kommission übernimmt die Rolle des Garanten der Menschenrechte in Afrika. Die Kommission ist keine autonome Kommission. Hinsichtlich ihrer Finanzierung ist die Afrikanische Kommission für Menschenrechte und Rechte der Völker hauptsächlich auf die derzeitigen Mitgliedsstaaten angewiesen, um Gelder einzusammeln.
Vor allem durch freiwillige Beiträge kann die Kommission Projekte und Aktivitäten durchführen. Darüber hinaus ist die Kommission für Menschenrechte und Rechte der Völker auch  hinsichtlich ihrer Befugnisse nicht unabhängig. Die Befugnisse der Kommission liegen ausschließlich beim Cour africaine des droits de l’homme et des peuples (Afrikanischen Gerichtshof für Menschen- und Völkerrechte) und der Afrikanischen Charta der Menschen- und Völkerrechte. Die Kommission kann nur durch diese beiden Gremien ihre Ziele auf dem afrikanischen Kontinent durchsetzen.

## Struktur
Die Kommission für Menschenrechte und Rechte der Völker ist in zwei separate Gremien unterteilt. Mit diesen zwei Gremien kann die Kommission Einfluss nehmen. Die Afrikanische Kommission für Menschenrechte und Rechte der Völker vereint 11 Mitglieder. Unter den 11 in die Kommission gewählten Mitgliedern gibt es sieben Mitglieder, die gewählt werden. Diese Wahl erfolgt in geheimer Abstimmung, bei welcher die Vertragsstaaten der Charta abstimmen. Dies findet während einer Konferenz der Kommission statt. Die Stimmen der Mitgliedstaaten der Kommission werden nach dem Kriterium bestimmt, dass alle Länder in der Kommission für Menschenrechte und Rechte des Volkes gleichermaßen vertreten sind. Die gewählten Mitglieder der Kommission werden für eine Amtszeit von sechs Jahren gewählt; nach Ablauf der Amtszeit kann ihr Mandat verlängert werden. Alle in der Kommission anwesenden Mitglieder sind freiwillige Mitglieder dieser Kommission.

### Büro
Eines der Organe ist das Bureau of Commissions, das von den Mitgliedern der Kommission besetzt wird. Die Mitglieder des Büros entscheiden über den Präsidenten und Vizepräsidenten im Präsidium der Kommission. Der Präsident und der Vizepräsident des Präsidiums der Kommission werden nur für zwei Jahre gewählt und können ihr Mandat nur einmal verlängern.
Die Rolle des Büros der Kommission besteht in der Koordinierung der Aktivitäten und in der Verwaltung der gesamten Arbeit des Sekretariats. Darüber hinaus hat das Präsidium der Kommission noch die Aufgabe alle endgültigen Entscheidungen im Notfall zu treffen.

### Sekretariat
Das zweite Organ der Kommission ist das Sekretariat. Das Sekretariat der Kommission besteht aus einem Vorsitzenden und einem Sekretär sowie Hilfspersonal. Die Aufgabe des Sekretariats besteht darin, die Arbeit der Kommission sicherzustellen. Um Mitglied des Ausschusses für Menschenrechte und Rechte der Völker zu werden, muss ein Land Unterzeichner der Afrikanischen Charta der Menschenrechte und Rechte der Völker zu sein, sowie diese Charta auch einzuhalten. Darüber hinaus muss ein Land mit Artikel 31 und allem, was dieser Artikel beinhaltet, einverstanden sein.

## Artikel 31
Der Artikel 31 lautet: „Die Kommission besteht aus elf Mitgliedern, die aus afrikanischen Persönlichkeiten ausgewählt werden müssen, die höchstes Ansehen genießen, die für ihre hohe Moral, ihre Integrität und Unparteilichkeit bekannt sind und mit denen sie einig sind; sowie für ihr Fachwissen über Menschen- und Völkerrechte mit besonderem Augenmerk auf die Erfahrung in Rechtsangelegenheiten; und, dass die Mitglieder in ihrer persönlichen Funktion in der Kommission sitzen.“ („La Commission  se compose de onze membres  qui doivent être choisis parmi les personnalités  africaines jouissant de la plus considération, connues pour leur haute moralité, leur intégrité et leur impartialité et une possédant une compétence en matière de droits de l’homme et des peuples, un intérêt particulier devant être donné à la participation  de personne ayant de l’expérience  en matière de droit. Et que les membres de la Commission siègent à titre personnel.“) In diesem Artikel werden auch die Modalitäten erläutert, welche ein Land einhalten muss, wenn es der Kommission beitreten und sich um eine Mitgliedschaft bewerben möchte. Die Kommission nutzt die Afrikanische Charta der Menschenrechte und Rechte der Völker als Referenzinstrument für die Anwendung der Gesetze der Kommission.

## Mitgliedsländer
2017 gehörten der Kommission die Länder Mali, Mauritius, Ruanda, Kamerun, Algerien, Kenia, Sierra Leone, Äthiopien, Tunesien, Demokratische Republik Kongo und Angola an.

## Afrikanischer Gerichtshof für Menschenrechte und Rechte der Völker
Der Afrikanische Gerichtshof für Menschenrechte und Rechte der Völker ist ein Regionalgericht und ein wichtiges Gremium, das mit der Afrikanischen Kommission für Menschenrechte und Rechte der Völker verbunden ist. Es wurde geschaffen, um den Schutz der geschützten Rechte der afrikanischen Länder zu gewährleisten.
Die Einrichtung des Gerichtshofs geht auf Artikel 1 des Protokolls der Afrikanischen Charta der Menschenrechte und Rechte der Völker zurück, der besagt, dass ein Gerichtshof von der Organisation für Afrikanische Einheit (OAU) eingerichtet werden soll. Die Befugnisse des Gerichts bestehen darin, dass es in erster Linie die Aufgabe hat, alle Fälle oder Streitigkeiten zu behandeln, die gegen die Charta der Menschenrechte und der Rechte der Völker verstoßen. Dieses Gericht dient hauptsächlich dem Schutz von Rechten und der Anwendung gesetzgeberischer Maßnahmen, die diesen Rechten zuwiderlaufen würden. Der Afrikanische Gerichtshof für Menschenrechte und Rechte der Völker verfolgt ähnliche Maßnahmen wie die Afrikanische Charta, um die Rechte Afrikas besser zu schützen.

## La Charte africaine des droits de l'homme et des peuples
Die Afrikanische Charta der Menschenrechte und Rechte der Völker ist mit der Kommission für Menschenrechte und Rechte der Völker verbunden. Ihr Ziel ähnelt dem der Kommission, den Schutz der Menschenrechte in Afrika zu gewährleisten. Diese Charta wurde 1981 in Nairobi erstellt und trat erst am 28. Oktober 1986 in Kraft
Diese Charta ist ein Rechtsinstrument, das von der Kommission für Menschenrechte und Rechte der Völker verwendet wird, um den Schutz der Rechte in Afrika aufrechtzuerhalten. Bisher haben 53 der 54 Mitgliedstaaten der Afrikanischen Union (AU) diese Charta unterzeichnet. Die Afrikanische Charta wird durch einen Gründungsakt geregelt, in dem festgelegt ist, dass alle Autoritäten unter der vollständigen Kontrolle der Afrikanischen Union (AU) stehen. Seit 2003 gibt es in der Charta der Menschenrechte und Völkerrechte zwei Protokolle. Der erste befasst sich mit der Schaffung des Afrikanischen Gerichtshofs für Menschenrechte und Rechte der Völker. Diese Klausel des Protokolls wurde im Juni 1998 angenommen. Das zweite Protokoll betrifft die Rechte der Frauen in Afrika. Dieses Protokoll wird herausgegeben, um die Gleichstellung und Nichtdiskriminierung der Frauenrechte in Afrika sicherzustellen. Diesem Protokoll sind Gesetzesartikel beigefügt, die die Rechte der Frauen international schützen. Die Charta der Rechte von Männern und Frauen ist ein konventionelles Dokument, das 1961 während des Ersten Kongresses afrikanischer Juristen in Lagos, Nigeria, erstellt wurde. Es wurde von der Organisation der Afrikanischen Einheit (OAU) verfasst und verabschiedet
Die Charta der Menschenrechte und Rechte der Völker wurde nur von zehn afrikanischen Ländern unterzeichnet und ratifiziert, nämlich Südafrika, Burkina Faso, Äthiopien, Ghana, Guinea, Lesotho, Mauretanien, Ruanda, Sierra Leone und Simbabwe.

## Die Organisation der Afrikanischen Einheit (OAU) und die Afrikanische Union (AU)
Die Organisation der Afrikanischen Einheit (OAU) wurde am 25. Mai 1963 in Addis Abeba, Äthiopien, gegründet. Diese Organisation bestand hauptsächlich aus 30 afrikanischen Staats- und Regierungschefs. Der Auftrag der Afrikanischen Organisation bestand darin, den politischen und wirtschaftlichen Zusammenhalt auf dem afrikanischen Kontinent zu etablieren, um gegenseitiges Verständnis zwischen afrikanischen Ländern zu ermöglichen und den Handel zwischen ihnen zu öffnen. Die Organisation der Afrikanischen Einheit (OAU) löste sich am 9. Juli 2002 in Durban um eine Reform und bessere Integration zu ermöglichen Zugleich wurde als Nachfolgeorganisation die Afrikanische Union gegründet. Die Afrikanische Union verfolgt genau das gleiche Ziel wie die Organisation der Afrikanischen Einheit: die politische und wirtschaftliche Einheit in Afrika zu ermöglichen.